# Argenton-Notre-Dame
Argenton-Notre-Dame korábbi község Franciaország Loire mente régiójában, Maine-et-Loire megyében. 2019. január 1-jén három másik korábbi községgel egyesült és Bierné-les-Villages új község része lett.
Lakosainak száma 215 fő (2018. január 1.). Argenton-Notre-Dame Bierné, Châtelain, Coudray, Daon és Saint-Michel-de-Feins községekkel határos.

## Népesség
A település népességének változása:
| Lakosok száma | 195  | 188  | 161  | 181  | 203  | 205  | 213  | 217  | 207  | 215  |
|               | 1968 | 1975 | 1982 | 1999 | 2006 | 2011 | 2013 | 2016 | 2017 | 2018 |